# Монашево
 Монашево  — село в Менделеевском районе Татарстана. Административный центр Монашевского сельского поселения.

## География
Находится в северо-восточной части Татарстана на расстоянии приблизительно 13 км на север по прямой от районного центра города Менделеевск.

## История
Основано по местным данным в конце XVII века переселенцами из села Старая Юмья. В письменных источниках фигурирует с 1836 года. Альтернативное название (в XIX веке) Вандэм.
В XVIII – первой половине XIX в. жители относились к категории государственных крестьян (ясачные вотяки). Основные занятия жителей в этот период – земледелие и скотоводство, были распространены кулеткацкий промысел, извоз.
По сведениям 1879 г., здесь функционировали хлебозапасный магазин, водяная мельница.
В 1897 г. на средства купца И.П.Ушкова в селе открыта церковно-приходская школа, в 1903 г. – земская школа (в собственном доме; в 1920 г. обучалось 29 мальчиков, 7 девочек).

## Административная принадлежность
До 1921 г. село входило в Кураковскую волость Елабужского уезда Вятской губернии. С 1920 г. в Вотской автономной области. С 1921 г. в составе Елабужского, с 1928 г. – Челнинского кантонов ТАССР. С 10 августа 1930 г. – в Бондюжском, с 20 января 1931 г. – в Елабужском, с 10 февраля 1935 г. – в Бондюжском, с 1 февраля 1963 г. – в Елабужском, с 15 августа 1985 г. в Менделеевском районах.
Ныне центр Монашевского сельского поселения.

## Население
В селе числилось в 1716 году — 3 жителя, в 1744 — 28, в 1762 — 37 в 1836 году — 135, в 1859—208, в 1887—276, в 1905—339, в 1920—349, в 1926—389, в 1938—407, в 1949—337, в 1958—311, в 1970—341, в 1979—327, в 1989—325. Постоянное население составляло 358 человек (удмурты 70 %) в 2002 году, 353 в 2010, 342 в 2017 (удмурты 90%, русские 2%). 

## Образование и культура
На базе земской школы в первые годы советской власти в селе открыта начальная школа, затем преобразована в неполную среднюю, в 1986 г. – в среднюю.
В селе также действуют детский сад (с 1989 г., с 2015 г. в здании школы), клуб, библиотека, церковь Владимирской иконы Божией Матери (с 2011 г.), фельдшерско-акушерский пункт.
В клубе действует удмуртский фольклорный ансамбль «Возжайка» (с 1988 г., с 1999 г. – народный, основатель – В.А.Миронова).
Имеется благоустроенный родник.

## Известные уроженцы
А.Е.Белоногов (1932–2011) – народный поэт Удмуртской Республики;
М.П.Петров (1905–1955) – удмуртский писатель, поэт, переводчик, кавалер орденов «Знак Почета», Трудового Красного Знамени, Красной Звезды.

## Достопримечательности
Церковь Владимирской иконы Божией Матери.